# Морская биологическая программа ВМС США
Морская биологическая программа ВМС США также Программа ВМС США по использованию морских млекопитающих (англ. US Navy Marine Mammal Program , NMMP) — программа военно — морских сил США, основанная в 1962 году для подготовки и применения подводных биотехнических систем типа животное — техническое средство, способных эффективно осуществлять поиск, обозначения, обеспечивать подъём подводных объектов, сбор экологических и гидрологических данных с помощью установленных на них приборов, оказывать помощь водолазам при проведении различных подводных работ, противодействовать атакам подводных диверсантов в целях защиты кораблей в бухтах и на рейдах. В качестве биологической составляющей системы используются морские млекопитающие, преимущественно дельфины-афалины и морские львы.

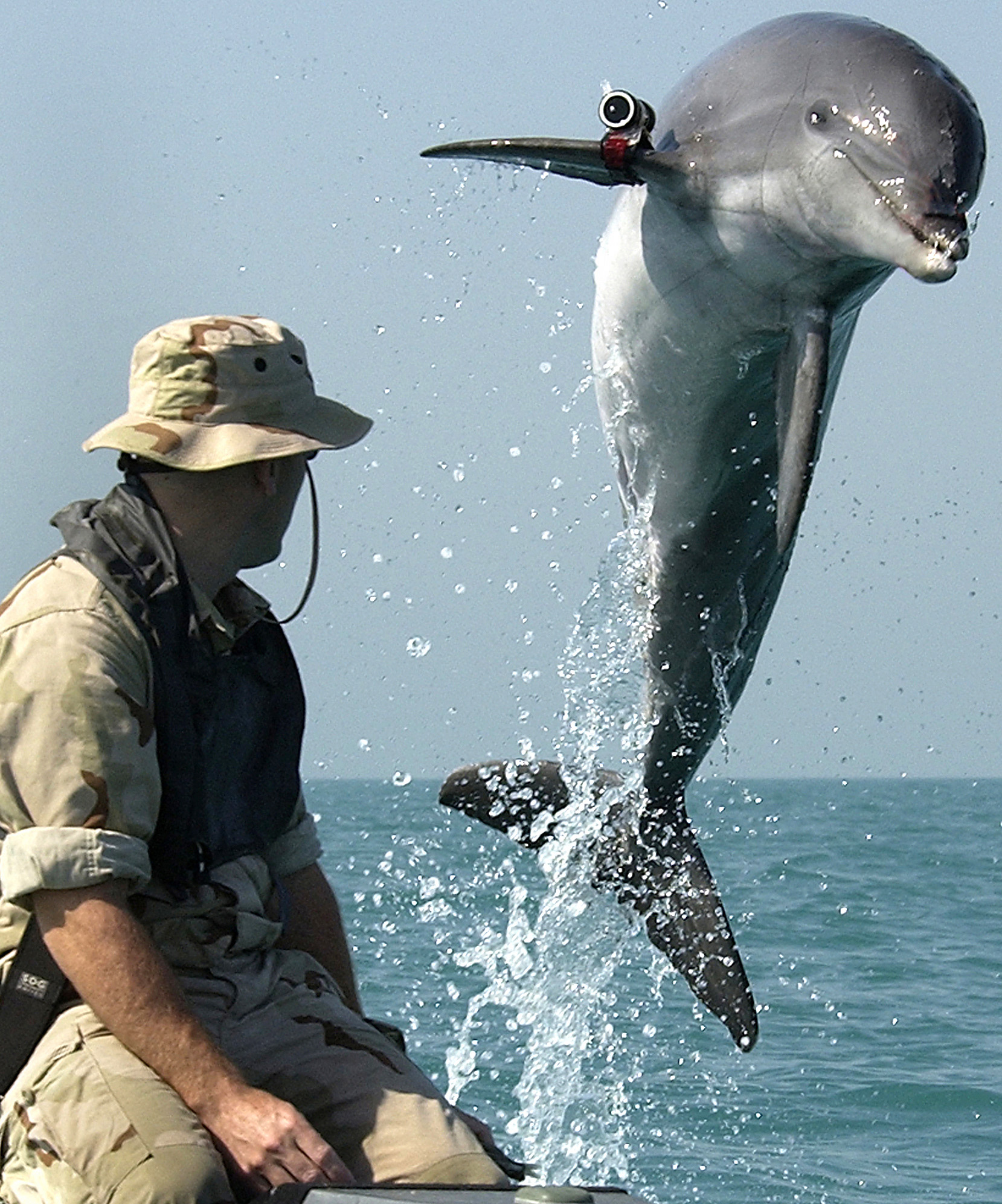
Боевой дельфин морской биологической программы ВМС США по кличке KDog, выполняет разминирование в Персидском заливе во время войны в Ираке

## История
В 1950-х годах в США под руководством нейрофизиолога Джона Каннингема Лилли было поведено исследование с целью изучения возможности использования в интересах ВМС США дельфинов и отдельных видов китов. В 1958 году ученые доказали, что китообразные могут быть полезны при поиске боеголовок ракет, спутников и других затонувших предметов; их можно натренировать на поиск мин, торпед, субмарин и т. п.; а также научить ведению разведки и несению противодиверсионной патрульной службы при кораблях и подводных лодках и др.
В 1960 году в дельфинарии Лос-Анджелеса ВМС США купили первого дельфина-белобочку, который поступил в распоряжение Тихоокеанского научно-исследовательского центра ВМС в Сан-Диего. А в 1962 году с целью изучения исключительных способностей морских млекопитающих была начата специальная программа, которая получила название «Морская биологическая программа ВМС». Исследовательской базой стала военно-морская биологическая станция в бухте Мугу (Пойнт-Мугу, Калифорния). В июле 1962 года туда доставили первых трех дельфинов. Вскоре были открыт филиал лаборатории на Гавайях (остров Оаху). Научно—исследовательские работы проводились по поисково—спасательным, противоминной, диверсионный и противодиверсионной направлениям. Ответственность за проведение работ была возложена на отдел изучения морской фауны Тихоокеанского центра.
В 1965 году в ходе эксперимента SEALAB-2, который проводился ВМС США, с обученным дельфином отрабатывались элементы спасения аквалангиста, помощь при работе водолазам под водой. В 1967 году лаборатория в Пойнт-Мугу была перенесена в Тихоокеанского центра космических и боевых военно-морских систем в Пойнт-Лома, Сан-Диего. А в 1993 году закрыта лаборатория на Гавайях.

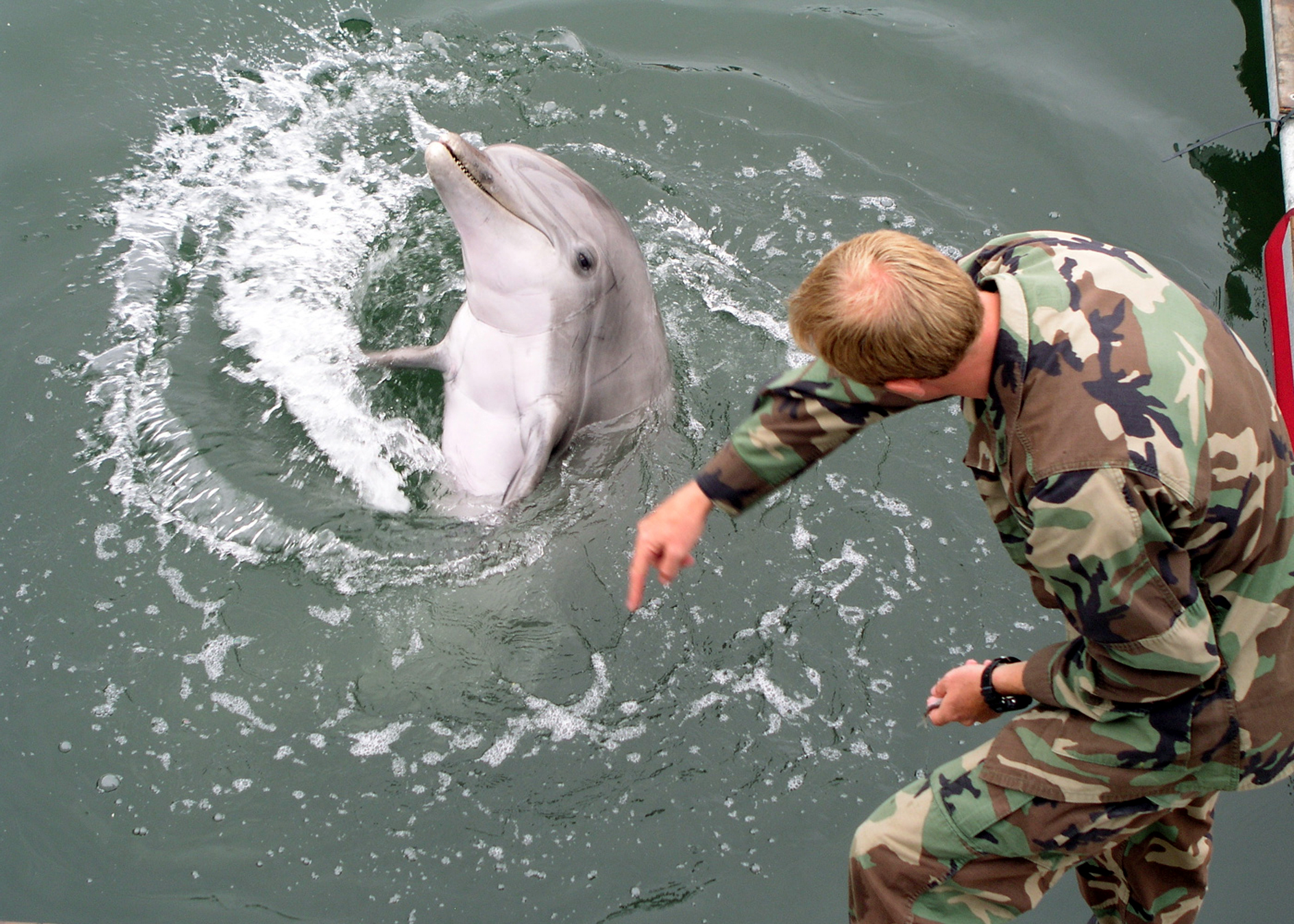
Боевой дельфин афалина ВМС США

В ВМС США из дельфинов и морских львов сформировано пять команд. Одна из них специализируется на поиске потерпевших бедствие на море, три — на поиске морских мин, ещё одна — на поиске других затонувших предметов. Боевых дельфинов использовали ВМС США во время войны в Персидском заливе и войны в Ираке для поиска морских мин. Всего в операциях было привлечено около 75 дельфинов. Во время войны в Ираке только в акватории порта Умм-Каср дельфины обезвредили более 100 мин.
Представители ВМС США отрицают, что когда-либо обучали своих морских млекопитающих причинять вред людям, а также доставлять оружие для уничтожения вражеских кораблей, однако некоторые источники утверждают, что боевые дельфины использовались для борьбы с подводными диверсантами. В частности, во время войны во Вьетнаме. Тогда в ходе сверхсекретной операции «Шорт Тайм» (1971—1972) противодиверсионных оборону военно-морской базы Камрань во Вьетнаме в течение 15 месяцев осуществляла группа из шести боевых дельфинов. Утверждается, что боевые дельфины уничтожили при обороне базы Камрань не менее 50 подводных разведчиков и диверсантов противника.

## Животные
Военно-морской флот проводил множество испытаний с различными морскими животными, чтобы определить наилучшего для обучения. Испытания проводились над более чем 19 видами, в том числе акулами и птицами. В конце концов, афалины и калифорнийский морской лев были признаны наиболее подходящими.
Афалины и калифорнийские морские львы являются основными животными, используемыми и содержащимися на базе в Сан-Диего. Преимуществом афалин является их высокоразвитая способность к эхолокации, которая помогает им находить подводные мины. Морские львы безупречно видят под водой в условиях низкой освещенности, что позволяет им обнаруживать вражеских подводников. Оба эти вида хорошо обучаются и способны к длительным глубоким погружениям.

## Боевое применение
По официальной информации в составе Военно-морских сил США существуют пять подразделений морских млекопитающих, насчитывающих не менее 75 подготовленных дельфинов и 25 морских львов:
- Подразделение Mk.4 Mod.0 для поиска и уничтожения морских якорных мин. Данное подразделение входит в состав сил немедленного реагирования, имея в своем составе только полностью подготовленных дельфинов.
- Подразделение Mk.5 Mod.1 (SLSWIDS, Sea Lion Shallow Water Intruder Detection System) — система обнаружения подводных диверсантов в мелководных районах с использованием морских львов. Подразделение сформировано в 1976 году. Состоит из двух команд по четыре морских льва в каждой. Кроме основных задач морские львы тренируются на поиск и обезвреживание взрывоопасных объектов.
- Подразделение Mk.6 Mod.1 (ASDS, Anti — Swimmer Dolphin System) — система обнаружения боевых пловцов с использованием дельфинов. Предназначена преимущественно для обеспечения противоподводно-диверсионного обеспечения акваторий пунктов базирования сил флота и отдельных особо важных объектов. В составе подразделения шесть дельфинов.
- Подразделение Mk.7 Mod.1 (DSWMCDS, Deep / Shallow Water Mine Countermeasures Dolphin System) — противоминная система с использованием дельфинов для глубоководных и мелководных районов. Предназначен для поиска и уничтожения морских донных мин и других взрывоопасных объектов. В составе подразделения восемь дельфинов.
- Подразделение Mk.8 (MCDS Mine Countermeasures Dolphin System) — противоминная система с использованием дельфинов. Предназначен для поиска и уничтожения морских мин и других взрывоопасных объектов. В составе подразделения несколько дельфинов.

В начале ноября 2012 года председатель отдела противоминной войны управления интеграции возможностей и ресурсов штаба ВМС США Кептен Фрэнк Линкус сообщил, что начиная с 2017 года специально тренированные на поиск морских мин дельфины и морские львы уступят место автономным подводным аппаратам-роботам. «В настоящее время мы находимся в процессе реорганизации и в целом планируем в 2017 финансовом году приступить к постепенному завершения программы. Морская биологическая система имеет фантастические возможности, но роботизированные системы уже способны решать аналогичные задачи быстрее и дешевле».